# Becsó Zsolt
Becsó Zsolt (Pásztó, 1967. június 14. –) közgazdász, politikus, országgyűlési képviselő. 1990-től a Fidesz tagja, 1998-tól a Nógrád megyei Közgyűlés elnöke, 2002-2006-ig a Fidesz megyei frakcióvezetője, 2006-tól 2010-ig a Nógrád megyei Közgyűlés elnöke,  az Észak-Magyarországi Regionális Fejlesztési Tanács társelnöke. 2014-től Nógrád megyei 01. OEVK Országgyűlési képviselője. 2018-tól a Fidesz országos listájáról országgyűlési képviselő. Nevéhez közvetlenül vagy cégein keresztül több korrupciógyanús ügy, illetve szabálytalanság gyanúja kapcsolódik, így EU-s források magáncélú felhasználásának gyanúja, budapesti zughotel üzemeltetése vagy a karanténszabályok megsértésének gyanúja.
Testvére Becsó Károly korábbi fideszes országgyűlési képviselő.

## Tanulmányai
1985-ben magasnyomó gépmesteri szakképzettséget és érettségit szerzett Békéscsabán, a Tevan Andor Nyomdaipari Szakközépiskolában. 1988-ban Budapesten, a Könnyűipari Műszaki Főiskolán nyomdaipari üzemmérnöki diplomát kapott. 1996-ban főiskolai marketingközgazdász és egyetemi közgazda diplomát szerzett a BKE-n. Német nyelvből középfokú nyelvvizsgát tett. 1988 és 1990 között az Állami Nyomda Rt. pásztói gyáregységénél dolgozott gyakornokként. 1990 és 1991 között a budapesti központban üzemvezető-helyettes. 1991-ben az Állami Nyomda Rt.-nél műszaki osztályvezető, majd kereskedelmi osztályvezető, 1994-től a pásztói gyáregység üzemvezetője. 1998-2002 között a Nógrád Megyei Vállalkozásfejlesztési Alapítvány, 2000-től 2002-ig a Neogradiensis Eurorégió Egyesület elnöke.

## Politikai tevékenysége
1990 januárjában belépett a Fideszbe. 1993-1994 között az Országgyűlés Fidesz-frakciója mellett szakértői és kampányszervező munkát végzett. 1994-ben területi listás jelölt volt, mandátumot nem szerzett. 1993-1994 között, majd 1997-től újra a Fidesz megyei választmányának elnöke. A 2003-2004. évi, a Fidesz-Magyar Polgári Szövetség szervezeti kialakítása során megbízást kapott a salgótarjáni választókerület elnöki feladatainak ellátására. 2007-től a Nógrád megye 2. számú választókerület elnöke.
1994-1998 között a megyei közgyűlés tagja, 1995-től alelnöke. 1998-tól négy éven át a Nógrád Megyei Önkormányzat Közgyűlésének elnöke. 1998-ban, majd 2002-ben és 2006-ban a Fidesz Nógrád megyei listájáról jutott parlamenti mandátumához. 2002 – 2006 között  a Nógrád megyei közgyűlés tagja, koordinációs tanácsnok és frakcióvezető 2006-tól a Nógrád megyei Közgyűlés elnöke,  2007-től az észak - magyarországi Regionális Fejlesztési Tanács társelnöke. 2010-től Becsó Zsolt lett az Észak-magyarországi Regionális Fejlesztési Tanács elnöke.
1998 óta országgyűlési képviselő, 1998-ban, 2002-ben és 2006-ban pártja Nógrád megyei területi listájáról, 2010-ben pedig Nógrád megye 2-es számú egyéni választókörzetének megnyerésével szerzett mandátumot, 2014-ben Nógrád megye 1-es számú választókörzetének megnyerésével szerzett mandátumot. 2018-ban egy közelebbről nem ismert súlyos betegsége miatt öccsét, Becsó Károlyt indították a Salgótarján központú Nógrád megye 1-es számú választókörzetben, aki aztán el is nyerte a mandátumot. Mindazonáltal Becsó Zsolt is képviselői székhez jutott a Fidesz–KDNP országos listájáról. 2022-re felgyógyult, így ismét ő lett a Fidesz jelöltje a fent említett választókörzetben, amelyet aztán meg is nyert.
2016. március 1-én szavazatával hozzájárult a Magyar Nemzeti Bank alapítványainak kivételéhez a köztulajdonból, amellyel 250 milliárd Ft közvagyon sorsa vált ellenőrizhetetlenné.

## Konfliktusok személye körül

### Hotel építésére kapott uniós támogatás magáncélú felhasználásának gyanúja
2016-ban kiderült, hogy noha Becsó egyik cége 34 millió forintot kapott egy hollókői szálláshely kialakítására, a képviselő vagyonnyilatkozatában nem csak a támogatás, de még a cég sem szerepel.
2018-ban újságírók megkíséreltek szállást foglalni az állítólagos szálláshelyen, de semmilyen elérhetőséget nem találtak hozzá, több hollókői forrásuk pedig azt állította, hogy az épület a valóságban a Becsó család családi házaként szolgál. A képviselő tagadta ezt, és azt javasolta, hogy az újságíró az ő Fideszes email címére írva foglaljon szállást, ha akar, illetve forduljn az önkormányzathoz a befizetett idegenforgalmi adó ügyében. A Fidesz által irányított hollókői önkormányzat adótitokra hivatkozva nem adta ki, hogy a „vendégház” üzemeltetői hány vendég után fizettek idegenforgalmi adót 2016-ban és 2017-ben.

### Zughotel-ügy
2019 decemberében 13-án derült ki, hogy a felerészben Becsó tulajdonában álló Ublot Kft. nevű vállalkozás engedélyek nélküli szállodát üzemeltet Budapest 6. kerületében a Nagymező utcában. A 24.hu cikke felderítette, hogy az Ublot Kft. 2016-tól kezdődően vásárolta fel a társasház lakásait, a Booking.com-on már 2017 áprilisában lehetett a zugszállodában szobát foglalni, a Google utcaképe szerint pedig 2018 nyarától már a szálloda neve is szerepelt az épületen. Ennek ellenére a zugszálloda nevében nyilatkozó személy azt állította a lapnak, hogy a szállodában csak „próbaüzem” zajlik. A kerület jegyzőjének nem volt tudomása a hotel működéséről, noha ahhoz neki kellett volna kiállítania az engedélyt. A lelepleződés után a kerületi önkormányzat helyszíni szemlét tartott, megtiltotta a zughotel működtetését és eljárást indított.
A politikus azzal védekezett, hogy 2018 szeptemberében eladta tulajdonrészét, ám rövidesen olyan céges iratok kerültek elő, amelyeket tuljaodnosként írt alá 2018 szeptemberében és 2019 júniusában is, illetve a cég 2019-es vagyonnyilatkozatában is szerepelt. A cég pénzbüntetést kapott. A lebukás után öt nappal Becsó valóban eladta cégrészét.

### Karanténszabályok megsértésének gyanúja
Becsó 2021 májusában elkapta a koronavírust, és enyhe tünetekkel karanténba került, amiről maga posztolt a közösségi médiában. Ennek ellenére a karantén idején részt vett a parlamenti szavazásokon. Később azt állította, hogy elnézte a naptárat és tévesen nyilatkozott a karanténja kapcsán.

## Családja
Nős, felesége Zvada Anita, gyermekük Becsó Barbara.